# 小川捷之
小川 捷之（おがわ かつゆき、1938年10月30日 - 1996年12月6日）は、日本の臨床心理学者。学位は、教育学博士（筑波大学・論文博士・1978年）。
北海道札幌市生まれ。実験心理学から臨床心理学に転じ、関東におけるユング派分析心理学研究の拠点となった山王教育研究所を主宰した。

## 経歴
- 1962年 東京教育大学教育学部心理学科卒業。
- 1964年 同大学院修士課程修了。
- 横浜国立大学教育学部助教授。
- 1978年 「自己意識と自我機能による精神的健康度の診断に関する研究」で教育学博士（筑波大学）の学位を取得。
- 1990年 上智大学文学部心理学科教授。
- 1996年12月6日 肺炎と肺水腫のため逝去[1]。

## 著書
- 『自分を読む精神分析 思いもかけなかった自分を発見する法』 ごま書房 1980.9 (ゴマブックス)
- 『夢分析 深層の読みかた』 朝日出版社 1982.4
- 『性格分析』 1983.9 (講談社現代新書)
- 『自己分析入門』 “もう一人の自分"を発見する法 ごま書房 1990.5
- 『サラリーマン心理分析室 臨床心理士による悩み相談』 早川書房 1994.9 「会社に行きたくない!」文庫

## 共編著
- 『親にも言えないこの悩み 衝撃の実態 思春期の生と性』 藤田礼子共著 青也書店 1978.12
- 『臨床社会心理学 第1-3号』 小此木啓吾共編 至文堂 1980
- 『精神分析を学ぶ 病める心の深層を解明』 前田重治共編 1981.1 (有斐閣選書)
- 『臨床心理用語事典』 至文堂 1981.5
- 『シリーズ・現代の子どもを考える 全16』 稲村博共編 共立出版 1981-1983
- 『心理学パッケージ 不思議な世界・心の世界 1-6』　椎名健共編著 ブレーン出版 1983-1989
- 『教育現場におけるカウンセリングのすすめ方』 山中康裕共編 ライフ・サイエンス・センター 1983.10
- 『イメージの臨床心理学』 水島恵一共編 誠信書房 1984.9
- 『夫婦の危機 光村図書出版』 1984.7 (朝日カルチャー叢書)
- 『心理臨床入門 臨床発達心理学の基礎』1 山王出版 1988.6
- 『臨床心理士職域ガイド』 大塚義孝共編 日本評論社 1995.7 (こころの科学増刊)
- 『心理臨床の治療関係』 横山博共編 金子書房 1998.6 (心理臨床の実際)
- 『学校の心理臨床』 村山正治共編 金子書房 1999.8 (心理臨床の実際)

## 翻訳
- 『分析心理学』 C・G・ユング みすず書房 1976
- 『児童発達の理論』 ラーニングガイド/ R.M.トーマス 共訳 新曜社 1985.11
- 『ヘルメティック・サークル 晩年のユングとヘッセ』 ミゲール・セラノ 永野藤夫共訳 みすず書房 1985.2
- 『近親性愛と人間愛 心理療法における“たましい"の意義』 ロバート・スタイン 金剛出版 1996.6
- 『夢のアンソロジー /スティーヴン・ブルック編』 石井朝子共訳 誠信書房 2000.4

## 論文
- 「心理療法における治療者のタイプと治療技術」 『臨床心理学研究』 第8巻 3号 1969
- 「パーソナリティ検査」 『児童臨床心理学講座 2. 児童の心理診断』 岩崎学術出版社 1970
- 「いわゆる対人恐怖者における“悩み”の構造に関する研究」 『横浜大学教育学部紀要』14 1974
- 「対人恐怖者に認められる対人不安意識に関する研究」 『横浜大学教育学部紀要』19 1979
- 「psychotherapist の属性に関する研究」 『横浜大学教育学部紀要』20 1980
- 「心理臨床家の資格問題」 『季刊精神療法』 第3巻 1982
- 「不安と神経症」 依田明ほか編 『青年心理学入門』 新曜社 1983
- 「母とは何か」 馬場謙一ほか編 『母親の深層』 有斐閣 1983
- 「ユングから見たパーソナリティ」 『パッケージ性格の心理 4. 性格諸側面』 ブレーン出版 1986
- 「カウンセラーの養成と資格問題」 『こころの科学』 第10巻 1987
- 「心理臨床家とは-心理臨床家の領域・業務・専門性」 『臨床心理学大系 13. 臨床心理学を学ぶ』 金子書房 1990
- 「心理臨床家の identity」 『上智大学臨床心理学研究』 第14巻 1990
- 「境界例と臨床心理」 『こころの科学・特集境界例』 第36巻 1991
- 「心理臨床家のプライバシー」 『心理臨床学研究』 第9巻 1991
- 「離婚と自己実現-妻の心理療法が夫に及ぼした影響について」 『心理臨床学研究』 第10巻 1号 1992
- 「イニシアル・ケース」 『上智大学臨床心理学研究』 第16巻 1992